# Botanophila aliena
Botanophila aliena är en tvåvingeart som först beskrevs av Malloch 1920.  Botanophila aliena ingår i släktet Botanophila och familjen blomsterflugor. Inga underarter finns listade i Catalogue of Life.